# John Christian Schultz

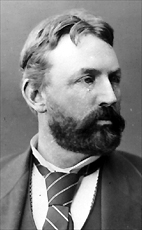
John Christian Schultz um 1870

Sir John Christian Schultz (* 1. Januar 1840 in Amherstburg, Oberkanada; † 13. April 1896 in Monterrey, Mexiko) war ein kanadischer Politiker. Während der Red-River-Rebellion zählte er zu den Konterrebellen. 1888 bis 1895 war er Vizegouverneur von Manitoba.

## Biografie
Schultz wuchs in bescheidenen Verhältnissen in Amherstburg am Eriesee im damaligen Oberkanada auf. Von 1858 bis 1861 studierte er Medizin, legte aber keinen Abschluss ab.
1861 zog er in die Red-River-Kolonie, wo bereits sein Halbbruder Henry McKenney lebte. Er trat dort als „Arzt und Chirurg“ auf, beschäftigte sich ab Mitte der 1860er Jahre jedoch hauptsächlich mit Grundstücksspekulation und war am Handelsunternehmen seines Halbbruders beteiligt. Nach der Pleite dieses Unternehmens kam es zu einem längeren Rechtsstreit. Schultz wurde 1868 verurteilt, einen Schuldanteil zu übernehmen, weigerte sich jedoch und wurde verhaftet. Er konnte von einer 15-köpfigen Gruppe aus Freunden und Verwandten gewaltsam befreit werden, was auch auf die Schwäche der Hudson’s Bay Company (HBC) zurückzuführen ist, zu deren Verwaltungsgebiet Assiniboia die Kolonie gehörte.
Bereits 1864 war Schultz Teilhaber und 1865 Alleininhaber des Nor’Wester geworden, der einzigen Zeitung des Gebietes. Er drückte fortan dort seine radikale Gegnerschaft zur Verwaltung der HBC aus, was auch so blieb, als sie 1868 von einem Geschäftsfreund übernommen wurde. Ebenso radikal war seine ultra-protestantische Haltung, die ihn zum Führer einer kleinen, anglo-kanadischen Gruppe namens Canadian Party machte, die die Annexion der Kolonie durch Kanada und deren weiträumige Besiedlung durch englischsprachige Protestanten ohne Rücksicht auf seine Bewohner anstrebte. Trotz seiner extremen Ansichten war Schultz an der Entwicklung der Siedlung beteiligt, so war er Mitgründer des Instituts von Ruperts Land und legte den Grundstein zu dessen Museum. Zudem war er Freimaurer und der erste 'Meister' der Loge von Manitoba.
1869 kaufte der erst zwei Jahre alte kanadische Staat der HBC ihre Gesamten Gebiete ab und sandte Landvermesser in die dem bisherigen Staatsgebiet nahe Kolonie. Viele Bewohner der Kolonie fürchteten um ihre Landrechte, vor allem die indianisch-französischen Métis, während Schultz sich mit den Landvermessern anfreundete und sich skrupellos weiträumige Landrechte übertragen ließ. In der Red-River-Rebellion strebten die Métis zusammen mit den meisten anderen Altsiedlern 1869/70 eine eigenständige Provinz im kanadischen Staat an, die wenigen Gegner des Vorhabens in der Kolonie bildeten eine kleine Gruppe um Schultz. Die Rebellen gründeten eine provisorische Regierung mit Sitz in Fort Garry. Im Dezember 1869 versuchte Schultz gewaltsam Lebensmittelvorräte der Kolonie einzubehalten. Er wurde mit rund 50 weiteren Leuten verhaftet, konnte wenig später aber entkommen und floh nach Kildonan. Dort überredete er Siedler und Milizionäre aus Portage la Prairie dazu, die Rebellen in Fort Garry anzugreifen. Als sie kurz vor Fort Garry erfuhren, dass Rebellenführer Louis Riel inzwischen alle Gefangenen wieder freigelassen hatte, verloren sie den Glauben an Schultz’ Darstellungen und wollten das Vorhaben abbrechen. Ein Teil der Gruppe wurde aber kurz darauf von den Rebellen verhaftet. Schultz floh über Duluth nach Toronto, Ontario. Während die meisten Inhaftierten bald wieder freikamen, verurteilten die Rebellen Schultz’ Mitstreiter Thomas Scott, der mehrfach Morddrohungen gegen Riel geäußert hatte, wegen Insubordination zum Tode, und exekutierten ihn.

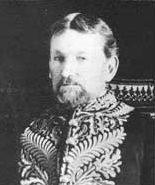
John Christian Schultz im Amtsornat des Vizegouverneurs

Nicht zuletzt wegen der Hinrichtung Scotts gelang es Schultz in Toronto, große Empörung über die Rebellen und ihre Bestrebungen zu erregen. Zwar schuf der Manitoba Act am 12. Mai 1870 eine neue Provinz, die den meisten Forderungen gerecht wurde, der provisorischen Regierung aber wurde eine Amnestie verwehrt und Riel musste ins Exil in die USA fliehen. So konnte Schultz im Herbst 1870 unbehelligt an den Red River zurückkehren und sogar die damals enorme Summe von 32.000 $ als Entschädigung für ihm angeblich durch die Rebellion entstandene Schäden einstreichen. Er gründete erneut eine Zeitung, den Manitoba News-Letter, in dem er weiter seine radikalen Ansichten äußerte und Vizegouverneur Adams George Archibald wegen seiner versöhnlichen Politik angriff. Er kandidierte im Dezember 1870 für die Legislativversammlung von Manitoba, unterlag aber dem HBC-Vertreter Donald Smith. Allerdings gewann er kurz darauf im März 1871 einen Sitz im kanadischen Unterhaus für den Wahlkreis Lisgar.
Schultz blieb seiner radikalen Gesinnung und seinen Methoden weiter treu. Er griff mit seinen Parteifreunden frankophone Manitobaner tätlich an, überfiel die Büros der konkurrierenden Zeitungen Manitoban und Le Métis und verbrannte in den Straßen Bilder von Riel. Die militärische Macht vor Ort hielten verbliebene Milizen aus Toronto, die größtenteils mit Schultz sympathisierten, und so blieben seine Taten trotz der offenen Missbilligung des Vizegouverneurs ungesühnt. Archibald wandte sich wiederholt an Premierminister John Macdonald und bat ihn, Schultz’ Treiben Einhalt zu gebieten, Macdonald jedoch versuchte Schultz in seine Konservative Partei zu integrieren und ihn so zu neutralisieren, was beides misslang. Während er in den darauf folgenden Jahren regelmäßig wieder ins Parlament gewählt wurde, agitierte er vehement gegen eine Aufhebung der Verbannung von Métis-Führer Louis Riel, der ebenfalls regelmäßig ins Parlament gewählt wurde, seinen Sitz aufgrund des Bannes aber nie wahrnehmen konnte.
1882 verfehlte Schultz die Wahl ins Parlament, wurde jedoch daraufhin von Premierminister Macdonald in den Senat berufen. Sein Gesundheitszustand hatte sich in den Jahren zuvor stetig verschlechtert, und niemand rechnete damit, dass er das Amt lange würde ausüben können. Er hielt sich jedoch überraschend und wurde 1888 von Macdonald sogar noch zum Vizegouverneur von Manitoba ernannt. Sein Amt wurde zuletzt noch über die üblichen fünf Jahre verlängert, allerdings nicht mehr vom 1891 verstorbenen Macdonald. Der Grund war wohl die Konkurrenz zweier lokaler Kandidaten für die Nachfolge, zwischen denen man sich zunächst nicht entscheiden konnte. Im Mai 1895 wurde er als Knight Commander des Order of St Michael and St George (KCMG) geadelt. Im September 1895 endete seine Amtszeit und er begab sich wegen eines Lungenleidens mit seiner Frau nach Monterrey in Mexiko, wo er nach einigen Monaten im April 1896 verstarb.